# Diocèse de Vinh Long
Le diocèse de Vinh Long est un territoire ecclésial de l'Église catholique au Viêt Nam, suffragant de l'archidiocèse d'Hô-Chi-Minh-Ville (Saïgon avant 1976). Son siège est à la cathédrale Sainte-Anne de Vinh Long dont le titulaire est Pierre Huỳnh Văn Hai. Le diocèse comprend 110 paroisses.

## Historique
Le vicariat apostolique de Vinh Long est érigé, du temps de l'Indochine française, le 8 janvier 1938 par la bulle In remotas de Pie XI, recevant son territoire du vicariat apostolique de Saïgon. Il est élevé au rang de diocèse le 24 novembre 1960 par le décret Venerabilium nostrorum de Jean XXIII.

## Ordinaires
- Pierre Martin Ngô Đình Thục † (8 janvier 1938 - 24 novembre 1960 nommé archevêque de Hué)
- Antoine Nguyễn Văn Thiện † (24 novembre 1960 - 12 juillet 1968 nommé évêque titulaire d'Hispellum (de))
- Jacques Nguyễn Văn Mầu † (12 juillet 1968 - 3 juillet 2001)
- Thomas Nguyễn Văn Tân † (7 décembre 1940 - 7 août 2013)
- Pierre Huỳnh Văn Hai (depuis le 7 octobre 2015)

## Statistiques
- En 2010, le diocèse comptait 195 065 baptisés pour 4 161 000 habitants (4,7 %) dans 110 paroisses desservies par 176 prêtres (158 séculiers et 18 réguliers), 55 religieux et 588 religieuses.
- En 2014, le diocèse comptait 199 404 baptisés pour 4 385 000 habitants (4,5 %), 209 paroisses, 207 prêtres (179 diocésains et 28 réguliers), 80 religieux et 642 religieuses, 79 séminaristes[1].